# إحصائيات تصادم السيارات

الوفيات الناجمة عن حوادث المرور على الطرق لكل 100000 السكان في عام 2012.
لا توجد بيانات
أقل من 5
5-10
10-15
15-20
20-25
25-30
30-35
35-40
أكثر من 40

الوفيات الناجمة عن حوادث الطرق لكل مليار مركبة في عام 2004 لايوجد بيانات <5.0 5،0-6،5 6،5-8،0 8،0-9،5 9،5-11،0 11،0-12،5 12،5-14،0 14،0-15،5 15،5-17،0 17،0-18،5 18،5-20،0 > 20.0

قُدر أن 1.25 مليون شخص في جميع أنحاء العالم قد لقوا مصرعهم وأصيب ملايين آخرون بجروح في تصادم السيارات في عام 2013. يجعل هذا تصادم السيارات هو السبب الرئيسي للوفاة بين الشباب الذين تتراوح أعمارهم بين 15 و29 عامًا (حيث يموت 360.000 شخص سنويًا) والسبب التاسع للوفاة لجميع الأعمار في جميع أنحاء العالم. تُوفي 32,675 شخصًا في الولايات المتحدة وجُرح 2.3 مليون في حوادث في عام 2014،  ويموت حوالي 2000 طفل دون سن 16 عامًا كل عام. تشير التقديرات إلى أن حوادث تصادم السيارات تسببت في وفاة حوالي 60 مليون شخص خلال القرن العشرين،  وهو نفس عدد ضحايا الحرب العالمية الثانية.
تعد حوادث المرور السبب الرئيسي للوفاة العنيفة على مستوى العالم.

## التاريخ والاتجاهات

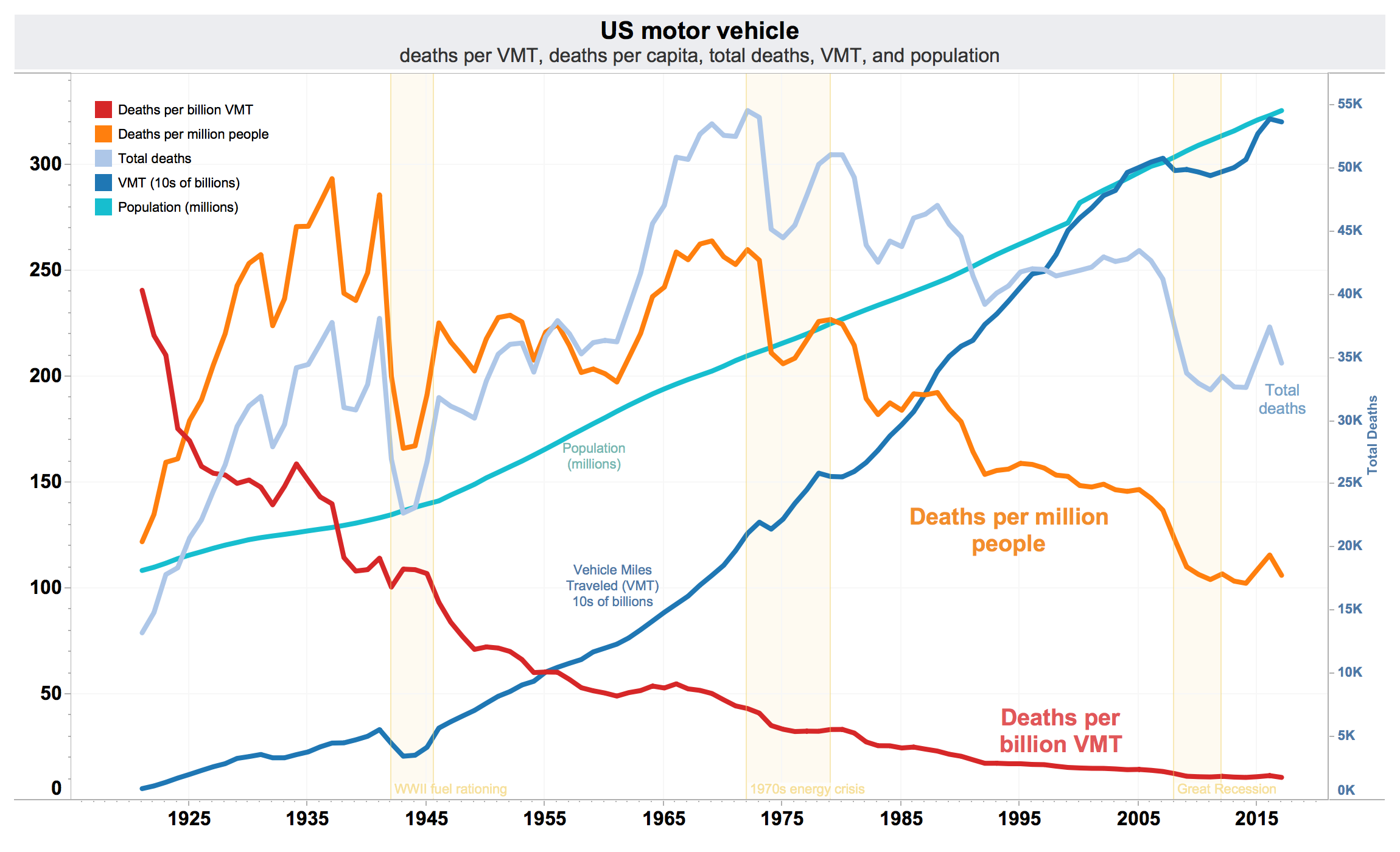
عدد الوفيات السنوية في الولايات المتحدة لكل مليار مركبة سافر (أحمر)، سافر بالأميال (زرقاء)، لكل مليون شخص (برتقالي)، إجمالي الوفيات السنوية (زرقاء فاتحة)، من عام 1921 إلى عام 2017.

تشير أرقام حصيلة حوادث الطرق في الدول المتقدمة إلى أن وفيات تصادم السيارات انخفضت منذ عام 1980. تُعد اليابان مثالاً متطرفًا، حيث انخفض عدد الوفيات على الطرق إلى 5,115 في عام 2008، وهو ما يمثل 25٪ من معدل 1970 للفرد و 17٪ في عام 1970 لكل مركبة. وفي عام 2008، تُوفي عدد أكبر من المشاة أكثر من ركاب السيارات في اليابان بواسطة السيارات. تقوم اليابان إلى جانب تحسين ظروف الطرق العامة مثل الإضاءة والممرات المنفصلة بتركيب تقنية نظام النقل الذكية مثل شاشات السيارات المتوقفة لتجنب حدوث أي أعطال.
قد تكون الإحصاءات في الدول النامية غير دقيقة أو يصعب الحصول عليها. كما لم ينخفض معدل الوفيات الإجمالي بشكل كبير في بعض الدول، الذي بلغ 12000 في تايلاند في عام 2007، على سبيل المثال.
شهدت 28 ولاية في الولايات المتحدة انخفاضًا في عدد الوفيات الناجمة عن حوادث السيارات بين عامي 2005 و2006. وُجد أن 55٪ من ركاب السيارة الذين بلغوا 16 عامًا أو أكبر عام 2006 لم يستخدموا أحزمة الأمان عند تحطمها.
تميل اتجاهات إحصائيات الوفاة على الطرق إلى اتباع قانون سيميد Smeed،  وهو مخطط تجريبي يرتبط بزيادة معدلات الوفيات للفرد الواحد مع الازدحام المروري.

## الوفيات

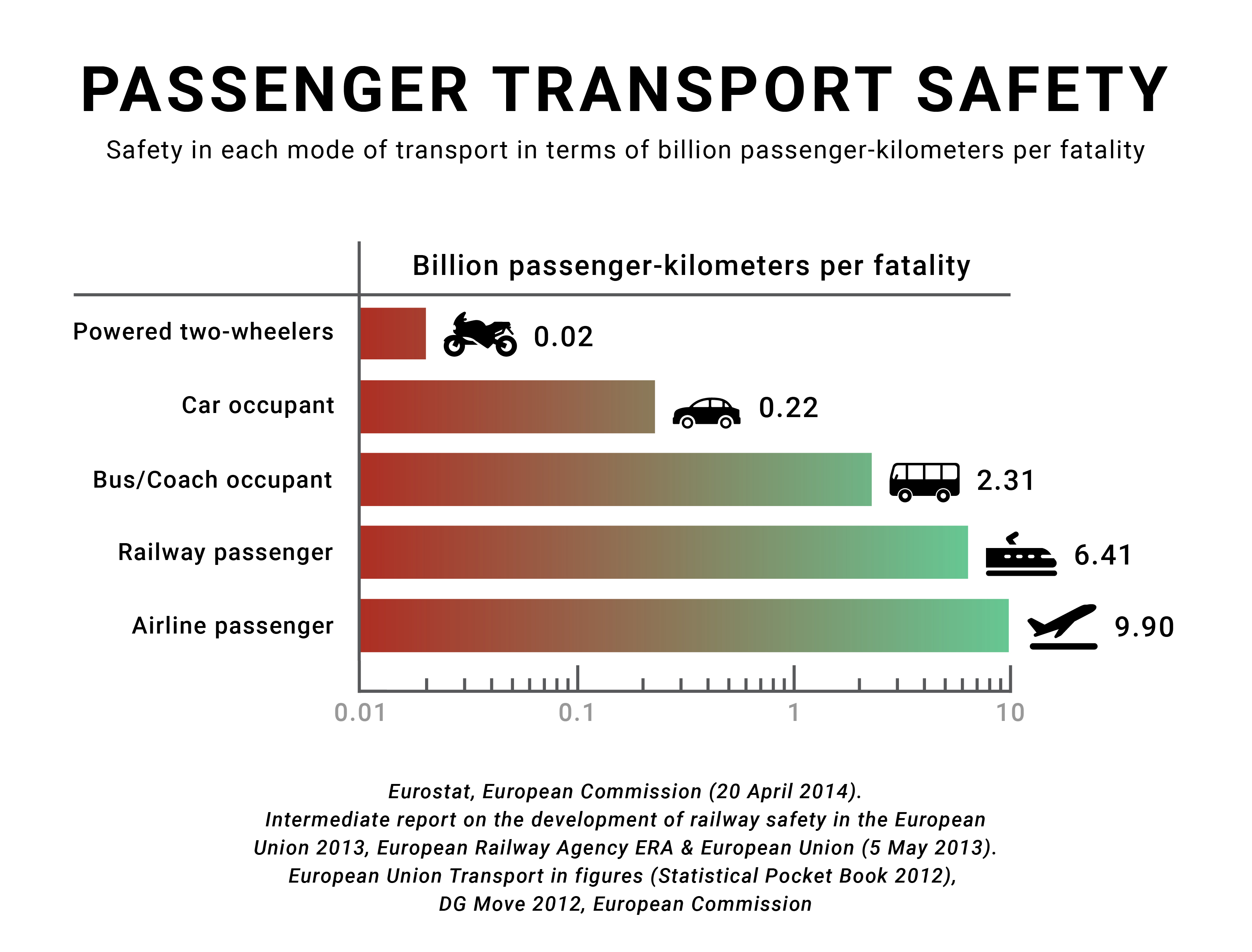
وفقًا لـ يوروستات، تعتبر السيارات واحدة من وسائل النقل الأقل أمانًا، إذا تم قياس السلامة على أنها أقل عدد من الوفيات في كل مسافة مقطوعة. استنادًا إلى بيانات الدول الأعضاء في الاتحاد الأوروبي البالغ عددها 27 دولة، 2008-2010.

يتم تصنيف الأعطال حسب ما يتم ضربه واتجاه التأثير أو التأثيرات. فيما يلي بعض أنواع الحوادث الشائعة، بناءًا على العدد الإجمالي في الولايات المتحدة الأمريكية في عام 2005، والنسبة المئوية من إجمالي الحوادث، ونسبة الحوادث المميتة:
- - الخلف (1,824,000 حالة عطل، 29.6٪ من إجمالي حوادث الولايات المتحدة، و5.4٪ من حوادث المرور القاتلة الأمريكية)
  - تأثيرات الحوادث من التصادم الجانبي (1,779,000 حالة عطل،، 28.9٪ من جميع الأعطال الأمريكية، 20.7٪ من الأعطال القاتلة في الولايات المتحدة)
  - حوادث التصادم على الطرق الوعرة (992,000 حادث، 16.1٪ من حوادث الولايات المتحدة، 31.7٪ من حوادث المرور القاتلة الأمريكية)
  - الاصطدامات مع الحيوانات (275.000 حادث، 4.5٪ من حوادث الولايات المتحدة، 0.4٪ من حوادث المرور القاتلة)
  - الانقلاب (141,000 تعطل، 2.3٪ من جميع الأعطال الأمريكية، 10.9٪ من الأعطال القاتلة الأمريكية)
  - التصادم وجهُا لوجه (123,000حالة عطل، 2.0٪ فقط من جميع الأعطال الأمريكية، لكن 10.1٪ من حالات العطل المميتة الأمريكية)
  - تصادمات مع المشاة وراكبي الدراجات (114,000 حادث، 1.8٪ فقط من حوادث الولايات المتحدة، ولكن 13.5٪ من حوادث المرور الأمريكية القاتلة)
  - وقتلت الاصطدامات نتيجة الأحداث المفاجئة 221 شخصًا في الولايات المتحدة في عام 2007، وأصابت حوالي 14400 شخص. يعد هذا أحد أكثر أنواع تصادمات السيارات التي لا تتعلق بحركة المرور شيوعًا حيث يتم قتل عمال الطرق والأطفال الذين يبلغون 15 عامًا أو أقل.[16][16][17]

تمثل حوادث الانقلاب المباشر وجهًا لوجه وحوادث الدراجات مجتمعة 6.1٪ فقط من جميع حوادث الاصطدام، ولكنها تسبب 34.5٪ من الوفيات المرتبطة بحركة المرور.
في بعض الأحيان، يمكن أن تعاني السيارات التي تصطدم بأكثر من نوع واحد من الصدمات، كما يحدث أثناء الدوران السريع أو الدوران عالي السرعة. وهذا ما يسمى «الحدث الضار الثاني»، مثل عندما يتم إعادة توجيه السيارة من قبل الاصطدام الأول في سيارة أخرى أو كائن ثابت.
يكشف تمثيل إحصائيات الوفيات الإقليمية على الخريطة عن اختلافات كبيرة حتى بين المناطق المجاورة.
قالب:Update section
| البلد                     | المساحة بالكيلو متر مربع | الكثافة السكانية (بالمليون) | الكثافة السكانية / كم 2 | المركبات المتداولة (بالآلاف) | الطول شبكة الطرق (كيلومترات) | الدوران (ملايين المركبات × كم) | عدد المركبات / 100 نسمة | الوفيات لكل مليون | الوفيات لكل مليار كيلومتر تُقطع |
| ------------------------- | ------------------------ | --------------------------- | ----------------------- | ---------------------------- | ---------------------------- | ------------------------------ | ----------------------- | ----------------- | ------------------------------ |
| النمسا                    | 84                       | 8.2                         | 97.7                    | 5,279                        | 107,143                      | 82,221                         | 64.5                    | 93.8              | 9.3                            |
| بلجيكا                    | 33                       | 10.4                        | 320.3                   | 6,159                        | 151,372                      | 94,677                         | 59.1                    | 104.5             | 11.5                           |
| التشيك                    | 79                       | 10.2                        | 129.6                   | 4,732                        | 55,495                       | 50,262                         | 46.3                    | 95.8              | 17.2                           |
| الدنمارك                  | 43                       | 5.4                         | 126                     | 2,570                        | 72,074                       | 47,940                         | 47.3                    | 61                | 6.9                            |
| فنلندا                    | 338                      | 5.2                         | 15.5                    | 2,871                        | 79,150                       | 51,675                         | 54.7                    | 72.2              | 7.3                            |
| فرنسا                     | 551                      | 60.5                        | 109.7                   | 37,168                       | 1,002 486                    | 552,800                        | 61.4                    | 77.9              | 9.6                            |
| ألمانيا                   | 357                      | 82.5                        | 231.1                   | 54,520                       | 626,981                      | 684,283                        | 66.1                    | 74.8              | 7.8                            |
| اليونان                   | 132                      | 11.1                        | 84                      | 6,641                        | 40,164                       | 81,635                         | 59.9                    | 149.1             | 20.3                           |
| المجر                     | 93                       | 10.1                        | 108.5                   | 3,370                        | 180,994                      | ND                             | 33.4                    | 96.6              | ND                             |
| جمهورية أيرلندا           | 71                       | 4.1                         | 58.6                    | 1,937                        | 95,752                       | 37,840                         | 46.7                    | 96.2              | 10.5                           |
| إيطاليا                   | 301                      | 58.1                        | 192.8                   | 43,141                       | 305,388                      | 654,197                        | 74.3                    | 94                | 8.3                            |
| لوكسمبورغ                 | 3                        | 0.5                         | 179.8                   | 358                          | 2,876                        | 2,875                          | 77                      | 98.9              | 16.0                           |
| هولندا                    | 42                       | 16.3                        | 392.5                   | 8,627                        | 117,430                      | 133,800                        | 52.9                    | 46                | 5.6                            |
| بولندا                    | 323                      | 38.5                        | 119.4                   | 16,815                       | 381,462                      | 377,289                        | 43.6                    | 81.3              | 10.4                           |
| البرتغال                  | 93                       | 10.5                        | 113.3                   | 5,481                        | 81,739                       | ND                             | 52.2                    | 118.8             | ND                             |
| المملكة المتحدة           | 244                      | 60.2                        | 246.7                   | 33,717                       | 413,120                      | 499,396                        | 56                      | 55.9              | 6.7                            |
| سلوفاكيا                  | 49                       | 5.4                         | 110.1                   | 1,834                        | 17,755                       | 13,402                         | 34                      | 112.6             | 45.4                           |
| سلوفينيا                  | 20                       | 2                           | 97                      | 1,150                        | 20,196                       | 15,519                         | 58.5                    | 69*               | 16.6                           |
| إسبانيا                   | 505                      | 43.4                        | 86                      | 27,657                       | 666,204                      | ND                             | 63.7                    | 103.1             | ND                             |
| السويد                    | 450                      | 9                           | 20.1                    | 5,131                        | 214,000                      | 75,196                         | 56.8                    | 48.7              | 5.9                            |
| إجمالي ال 20 دولة أوروبية | 3809                     | 451.1                       | 118.4                   | 269,158                      | 4,631,781                    | 3,451,938                      | 59.7                    | 87.5              | 11.6                           |
| آيسلندا                   | 103                      | 0.3                         | 2.9                     | 236                          | 91,916                       | 2,006                          | 80.3                    | 64.6              | 9.5                            |
| النرويج                   | 324                      | 4.6                         | 14.3                    | 2,938                        | 92,511                       | 36,550                         | 63.6                    | 48.5              | 6.1                            |
| سويسرا                    | 41                       | 7.4                         | 179.6                   | 5,043                        | 71,027                       | 62,685                         | 68                      | 55.2              | 6.5                            |

مصدر إيرتاد IRTAD للبيانات التالية

عدد المركبات: 2005 باستثناء أيرلندا 2003 ؛ لوكسمبورغ 2004 سلوفاكيا 2002.
طول الشبكة: 2005 باستثناء المجر ولوكسمبورغ 2004؛ ألمانيا والدانمارك 2003 ؛ سلوفاكيا 2002 ؛ آيسلندا 2000 ؛ ايرلندا 2001 ؛ هولندا 1999 ؛ اليونان والمملكة المتحدة 1998 ؛ البرتغال 1993؛ إيطاليا 1992.
المسافة بالكيلومترات: 2005 باستثناء الدنمارك 2004 ؛ إيطاليا وهولندا 2003 ؛ ايرلندا 2001 ؛ أيسلندا وسلوفاكيا 2000 ؛ المملكة المتحدة واليونان 1998.
السكان: المصدر إيرتاد باستثناء أيرلندا ولوكسمبورغ وسلوفاكيا والسويد وأيسلندا والنرويج: المصدر INED.

### فهارس
- "People killed in road accidents". يوروستات. مؤرشف من الأصل في 2019-12-09.
- Badger، Emily؛ Ingraham، Christopher (1 أكتوبر 2015)، "The hidden inequality of who dies in car crashes"، واشنطن بوست، مؤرشف من الأصل في 2015-10-20
- Fey A, ;Becker IV, ;Furlani LF, ;Teixeira JVC, ;Bahter LCV, ;Teixeira JVC. ; Perfil epidemiológico dos óbitos em accidentes de trânsito na região do Alto Vale do Itajaí, Santa Catarina, Brasil. Revista On-line da Associação Catarinense de Medicina. 2011; V40 N1: 23-27.
- Fey A, ;Enge Junior DJ, ;Becker IV, ;Teixeira JVC, ;Teixeira JVC. ; Perfil dos accidentes de trânsito com vítimas fatais do Alto Vale do Itajaí segundo dados dos boletins policiais de ocorrência da polícia rodoviária federal– BR 470, estadual e perímetro urbano de Rio do Sul no período de 2004 a 2006. Revista On-line da Associação Catarinense de Medicina. 2012; V41 N3: 20-25.